# وادي زمزم
وادي زمزم يقع 110 كم جنوب شرق مدينة مصراتة في ليبيا و 120 كم شرق مدينة بني وليد و 140 كم غرب مدينة سرت .
يمتد وادي زمزم من جنوب غربي إلى شمال شرقي بطول 55 كم ، تم بناء مشروع زراعي على طول الوادي في السبعينات من القرن العشرين و تم تقسية إلى عدة محطات تتكون من مجموعة من المنازل (الشعبيات) و فيها عدد من المدارس و المستوصفات الصحية ،
[[File:شمام وادي زمزم ليبيا.jpg|thumb|Zamzam Valley melon]]
تعد أكبر محطة في الوادي هي قرية القداحية و يمر بها الطريق السريع المعروف بمصراتة سبها
هناك أكثر من 25 محطة أخرة يسكن غالبها ورفلة في 22 محطة و القذاذفة في 2 محطات و العبادلة في محطة مع ورفلة

## السكان
غاليبة سكانه من قبائل ورفلة وبعض العائلات من قبيلة القذاذفة وهي عائلة الوملة.
يحد مشروع وادي زمزم من الشرق الهيشه الجيده (ابوقرين) ومن الجنوب الشرقي الوشكه ومن الجنوب وادي بي الكبير ومن الغرب اوديه مراعي ومن الشمال منطقة السدادة.
ويمتاز هذا الوداي بزراعة البطيخ والنخيل والزيتون وموخرا اتجة سكان الوادي إلى زراعة الطماطم.